# Forțele Armate Speciale ale SUA
Forțele Speciale ale Armatei Statelor Unite, cunoscute sub denumirea de Beretele Verzi, sunt o forță de operațiuni speciale a armatei Statelor Unite, proiectată să desfășoare și să execute nouă misiuni doctrinare: război neconvențional, apărare internă de străini, acțiune directă, contra-insurgență, recunoaștere specială, antiterorism, operațiuni de informare, antiproliferare a armelor de distrugere în masă și asistența forțelor de securitate prin intermediul a șapte grupuri concentrate geografic: Primele două subliniază abilitățile lingvistice, culturale și de formare în lucrul cu trupele străine. Alte atribuții includ lupte de căutare și salvare (CSAR), antidrog, salvarea ostaticilor, asistență umanitară, deminare umanitară, operațiuni de informare, menținerea păcii, operațiuni psihologice și vânătoarea de criminali; alte componente ale Comandamentului Operațiunilor Speciale ale Statelor Unite (USSOCOM) sau alte activități ale guvernului SUA se pot specializa și în aceste domenii secundare.  Multe dintre tehnicile lor operaționale sunt clasificate, dar unele lucrări non-ficționale  și manuale doctrinare sunt disponibile
Ca unități de operațiuni speciale, Forțele Speciale nu sunt neapărat sub autoritatea comandanților de la sol din țările respective. În schimb, în timp ce se află în teatru, unitățile SF pot raporta direct la o comandă geografică combatantă, USSOCOM sau alte autorități de comandă. Divizia de activități speciale extrem de secretă (SAD) a Agenției Centrale de Informații (CIA) și, mai precis, Grupul său de operațiuni speciale (SOG) recrutează din Forțele Speciale ale Armatei.  Operațiunile comune ale Forțelor Speciale ale Armatei și CIA țin de sucursala MACV-SOG în timpul războiului din Vietnam. Cooperarea există și astăzi și este văzută în Războiul din Afganistan.

## Misiune

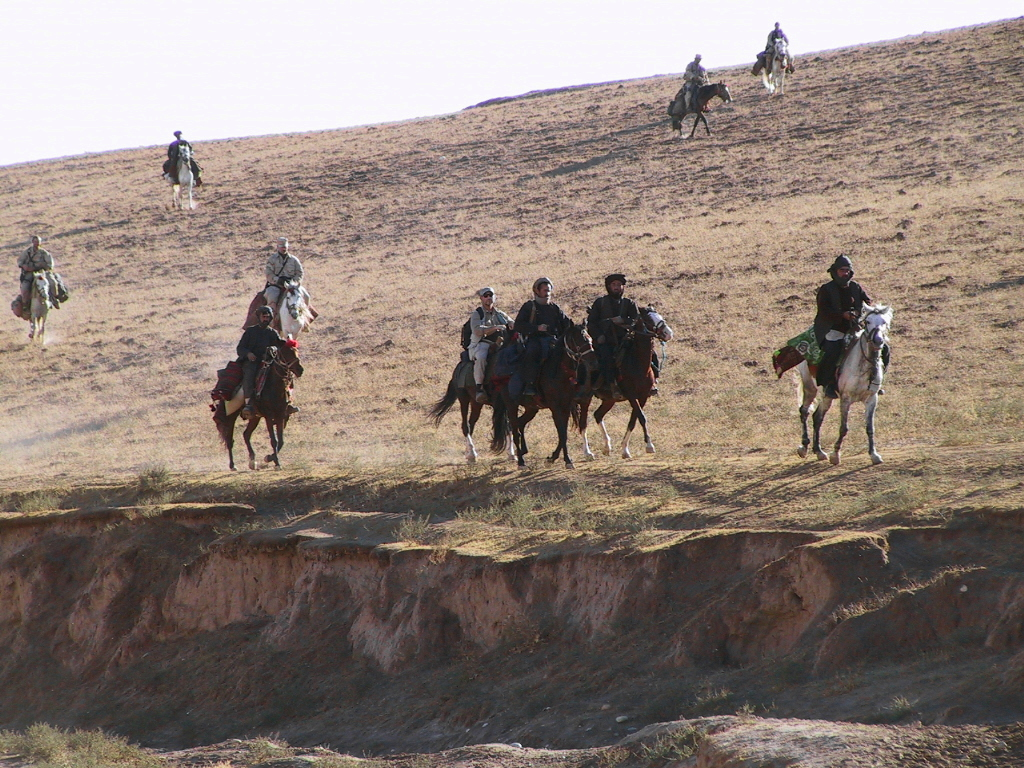
Soldați ai Forțelor Speciale de la Task Force Dagger și comandantul Dostum, aflați pe cal, în Valea Dari-a-Souf, Afganistan, în octombrie 2001 - prezentat în filmul 12 Strong

Misiunea principală a Forțelor Speciale ale Armatei este de a antrena și conduce forțele de război neconvenționale (UW) sau o forță de gherilă clandestină într-o națiune ocupată. Grupul 10 al Forțelor Speciale a fost prima unitate destinată să antreneze și să conducă forțele UW în spatele liniilor inamice în cazul unei invazii a pactului de la Varșovia în Europa de Vest. Pe măsură ce SUA s-au implicat în Asia de Sud-Est, s-a realizat că specialiștii instruiți în conducerea gherilelor ar putea ajuta, de asemenea, să se apere împotriva gherilelor ostile, astfel încât SF a dobândit misiunea suplimentară de Apărare Internă de Străini (FID), în colaborare cu forțele țării gazdă (HN) ) într-un spectru de activități antigherilă, de la sprijin indirect până la comanda de luptă.     
Personalul Forțelor Speciale se califică atât în abilități militare avansate, cât și în limbile și culturile regionale din anumite părți ale lumii. Deși sunt mai cunoscuți pentru capacitățile lor de război neconvenționale, aceștia îndeplinesc, de asemenea, alte misiuni care includ raiduri de acțiune directă, operațiuni de pace, contra-proliferare, roluri de consultanță antidrog și alte misiuni strategice. Ca resurse strategice, acestea raportează fie la USSOCOM, fie la o comandă regională unitară de luptă. Pentru a-și îmbunătăți capacitatea de DA, au fost create echipe specifice Comandanților In-Extremis Force (CIF), cu accent pe partea de acțiune directă a operațiunilor speciale. 
Membrii echipei SF colaborează strâns și contează unul pe celălalt în împrejurări izolate pentru perioade îndelungate de timp, atât în timpul desfășurării extinse de forțe, cât și în garnizoană. În acest fel, ei ajung să dezvolte relații de clan și legături personale de lungă durată.                            Ofițerii SF (NCO) își petrec adesea întreaga carieră în Forțele Speciale, rotindu-se în diferitele misiuni, în pozițiile de legătură și în îndatoririle de instructor la Centrul Special de Luptă și Școala John F. Kennedy din Armata SUA . (USAJFKSWCS). Apoi li se cere să se mute la posturile de personal sau la eșaloane de comandă superioare. Odată cu crearea USSOCOM, comandanții SF s-au ridicat la cele mai înalte nivele de comandă a armatei americane, inclusiv comanda USSOCOM, șeful statului major al armatei și președintele uniunii șefilor de state majore.

## Istorie

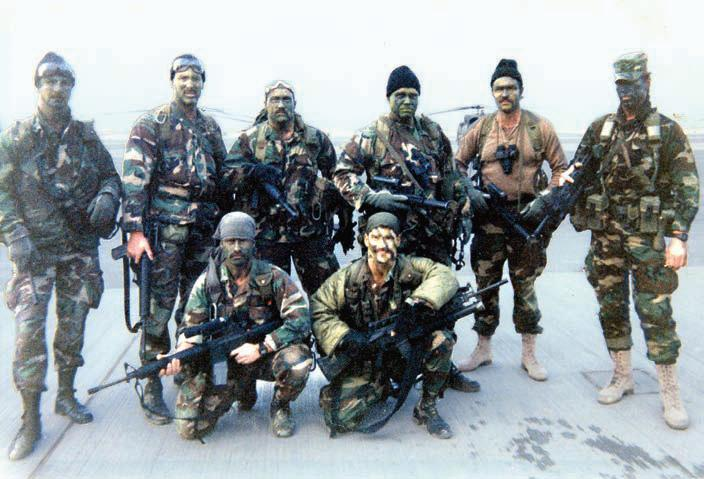
Poza echipei ODA 525 realizată cu puțin timp înainte de infiltrarea în Irak, februarie 1991

Forțele Speciale își urmăresc rădăcinile în calitate de principal susținător al armatei în războiul neconvențional din unitățile de operații speciale formate în scopuri, cum ar fi cercetașii Alamo, gherilele filipineze, Forța Unu a Serviciului Special și grupurile operaționale (OG) ale Oficiului Serviciilor Strategice (OSS). Deși OSS nu era o organizație a armatei, multe cadre ale armatei au fost repartizați la OSS și ulterior s-au folosit de experiențele lor pentru a influența formarea Forțelor Speciale. 
În timpul rRăzboiului din Coreea, persoane precum foștii comandanți de gherilă din Filipine, col. Wendell Fertig și Lt. Col. Russell W. Volckmann a folosit experiența lor de război pentru a formula doctrina războiului neconvențional care a devenit piatra de temelie a Forțelor Speciale.  
În 1951, generalul maior Robert A. McClure l-a ales pe fostul membru OSS, colonelul Aaron Bank, în funcția de șef al filialei operațiunilor din cadrul Diviziei de operațiuni speciale a personalului de război psihologic (OCPW) din Pentagon. 
În iunie 1952, s-a format cel de-al zecelea grup de forțe speciale (aerian) sub col. Aaron Bank, la scurt timp după înființarea Școlii psihologice de război, care a devenit în cele din urmă Centrul și Școala Specială de Război John F. Kennedy de astăzi. Cel de-al zecelea grup de forțe speciale (transportat aerian) a fost împărțit, cadrele care păstrau desemnarea a 10-a SFG dislocată în Bad Tölz, Germania, în septembrie 1953. Cadrul rămas de la Fort Bragg a format cel de-al 77-lea grup al Forțelor Speciale, care în mai 1960 a fost reorganizat și desemnat ca al șaptelea grup de forțe speciale de astăzi. 
De la înființarea lor în 1952, soldații Forțelor Speciale au operat în Vietnam, Cambodgia, Laos, Vietnamul de Nord, Guatemala, Nicaragua, El Salvador, Columbia, Panama, Haiti, Somalia, Bosnia, Kosovo, primul război din Golf, Afganistan, Irak, Filipine, Siria, Yemen, Niger și, într-un rol FID, Africa de Est . 
Sectorul Forțelor Speciale a fost înființat ca ramură de bază a armatei Statelor Unite la 9 aprilie 1987 de către Departamentul Ordinului General al Armatei nr. 35. 

## Structura organizațională

### Grupuri de forțe speciale

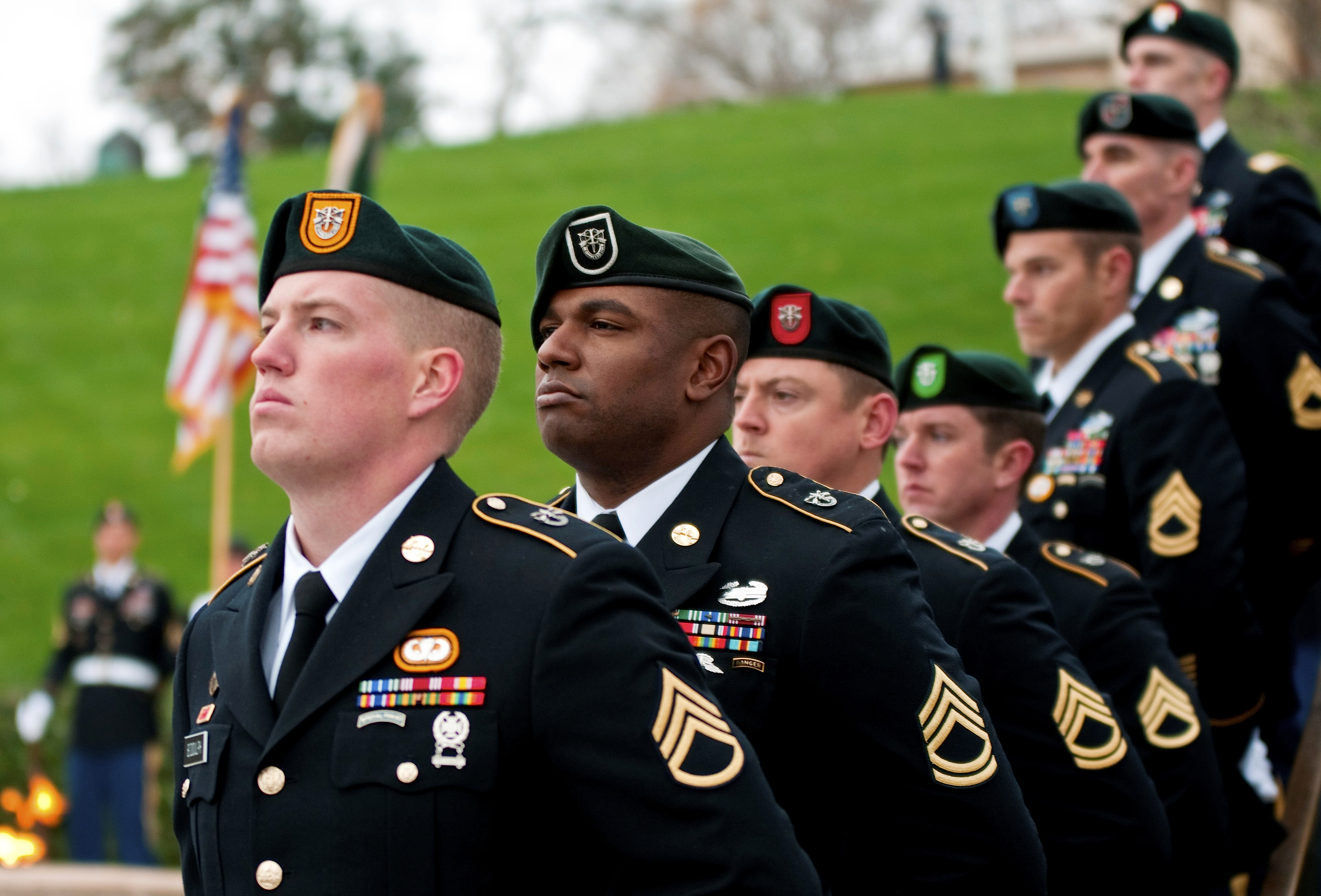
Soldați din fiecare din cele șapte grupuri ale Forțelor Speciale ale Armatei (nse observă șapte culori diferite ale însemnelor de la berete) la mormântul președintelui John F. Kennedy în noiembrie 2011.

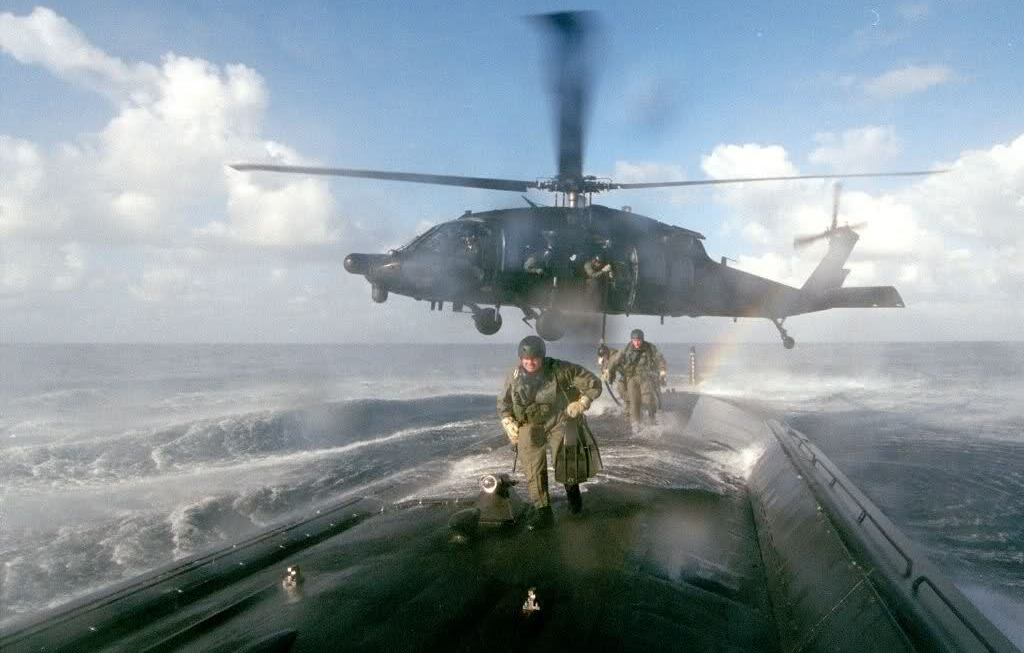
MH-60L din 160. SOAR implementează un ODA din al 7-lea SFG (A) la bordul unui submarin american pentru un exercițiu comun

În 1957, celor două grupuri de forțe speciale inițiale (a 10-a și a 77-a) li s-au alăturat prima, staționată în Orientul Îndepărtat. Grupuri suplimentare s-au format în 1961 și 1962, după ce președintele John F. Kennedy a vizitat Forțele Speciale la Fort Bragg în 1961. Nouă grupuri au fost organizate pentru componentele de rezervă în 1961. Printre ele s-au numărat Forțele Speciale, Grupuri 16 și 17. Cu toate acestea, cel de-al 17-lea grup al Forțelor Speciale, o formație a Gărzii Naționale cu elemente la Washington, a fost destituit la 31 ianuarie 1966. 
La începutul secolului XXI, Forțele speciale sunt împărțite în cinci misiuni (AD) și două grupuri ale Forțelor Speciale ale Gărzii Naționale a Armatei. Fiecare grup de forțe speciale (SFG) are un specific regional. Soldații Forțelor Speciale alocate acestor grupuri primesc instruire intensivă de limbă și cultură pentru țările din zona regională de responsabilitate (AOR). Datorită nevoii crescute de soldați ai Forțelor Speciale în Războiul împotriva Terorismului, toate grupurile - inclusiv cele ale Gărzii Naționale (SFG-urile 19 și 20) - au fost dislocate în afara zonelor lor de operare (AO), în special în Irak și Afganistan. Un raport lansat recent a arătat că Forțele Speciale sunt probabil cel mai desfășurat SOF în cadrul USSOCOM, cu mulți soldați, indiferent de grup, care au servit până la 75% din cariera lor peste mări, aproape toate fiind în Irak și Afganistan. 
Până de curând, un grup SF era format din trei batalioane, dar din momentul în care Departamentul Apărării a autorizat Comandamentul Forțelor Speciale 1 să-și crească puterea  cu o treime, până în 2012 a fost activat un al patrulea batalion în fiecare grup de componente active.     

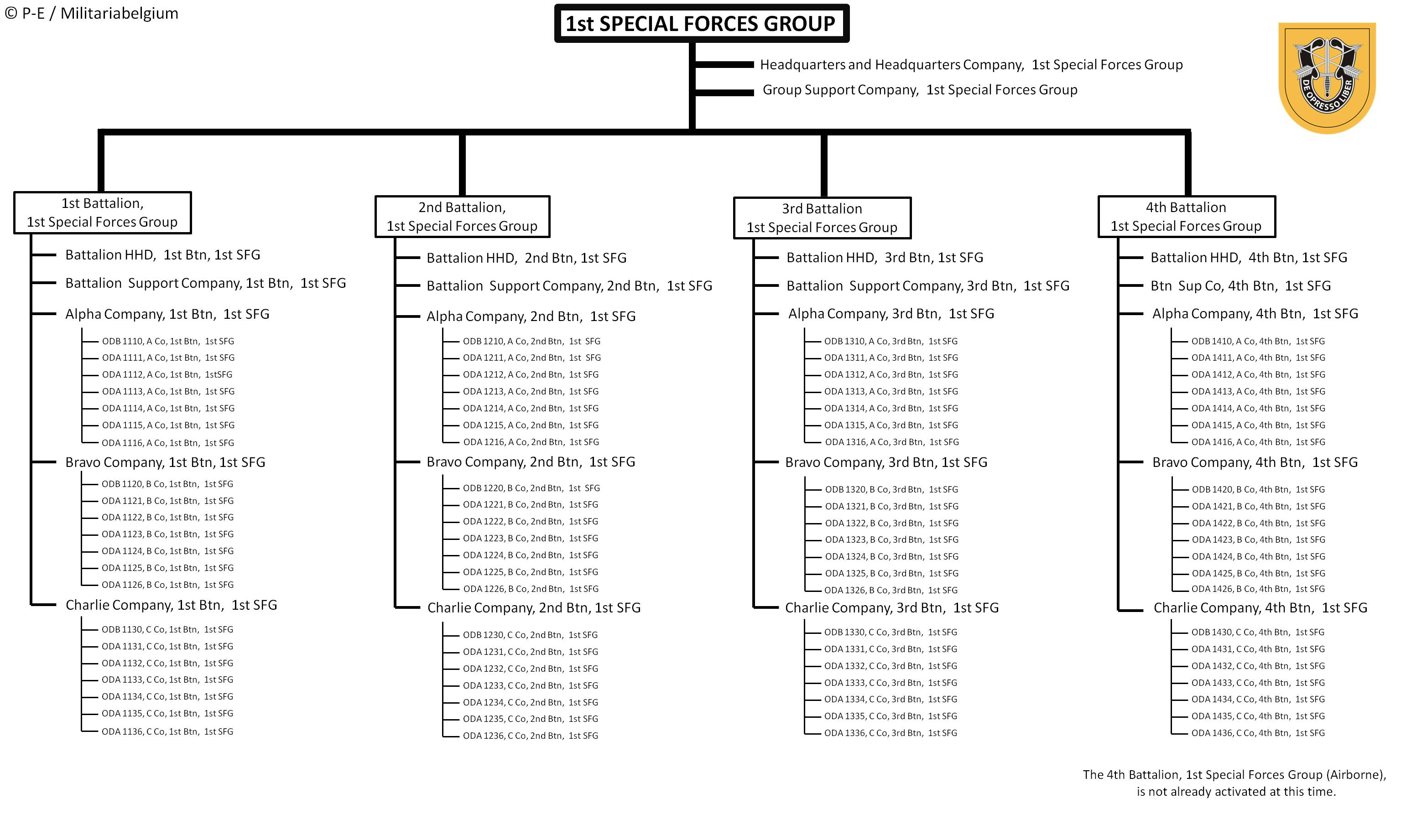
Structura actuală a primului SFG (A)
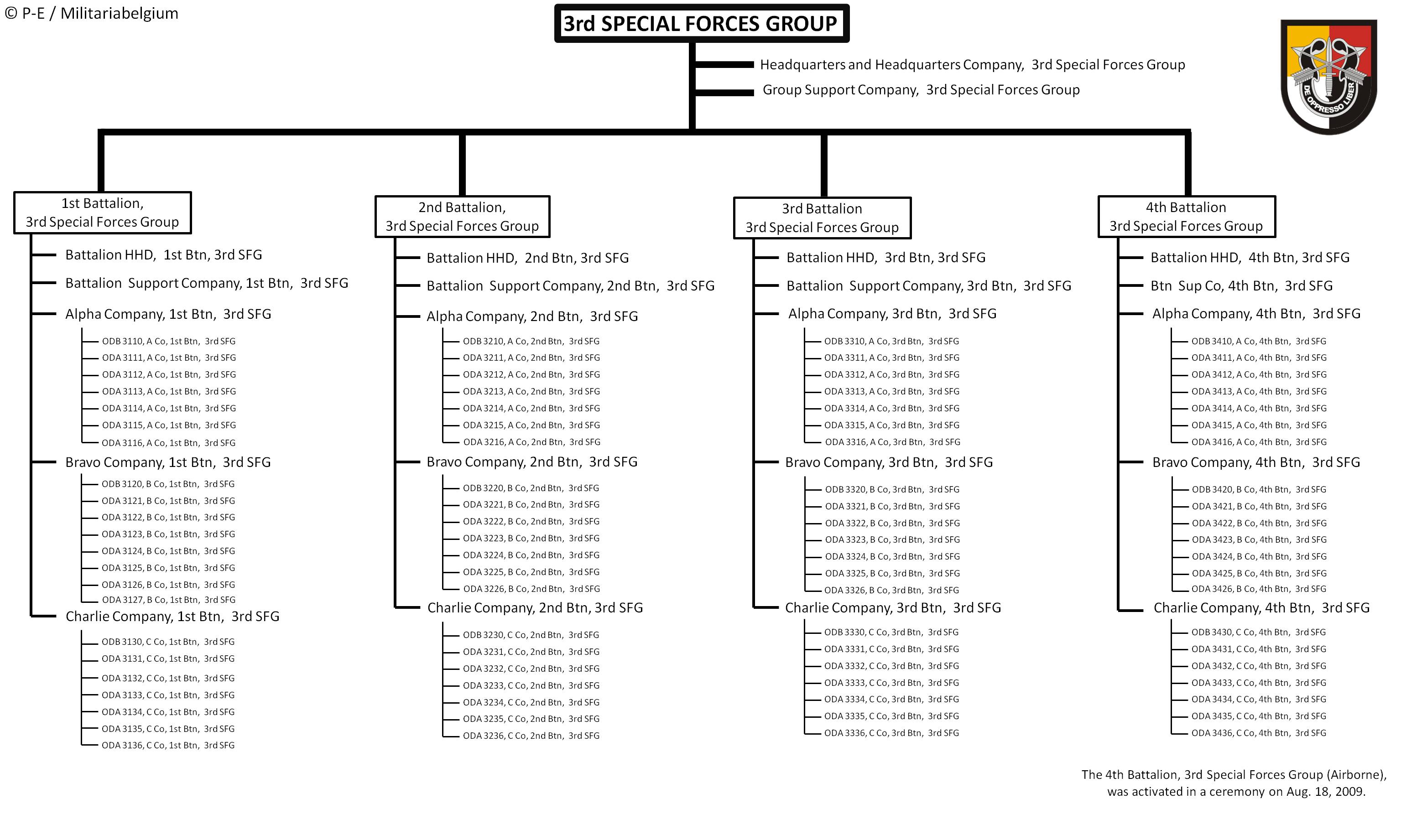
Structura actuală a celui de-al treilea SFG (A)
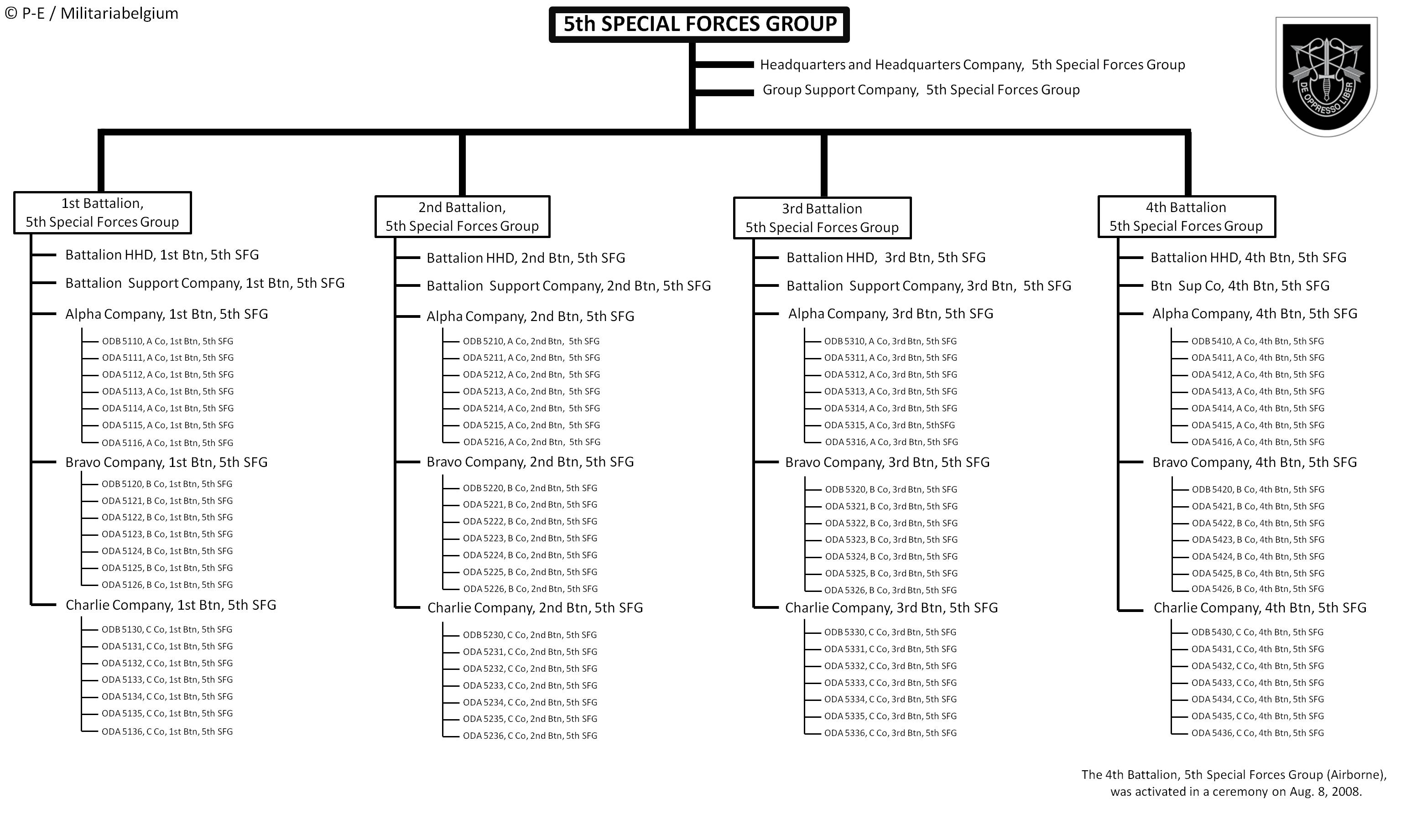
Structura actuală a celui de-al cincilea SFG (A)
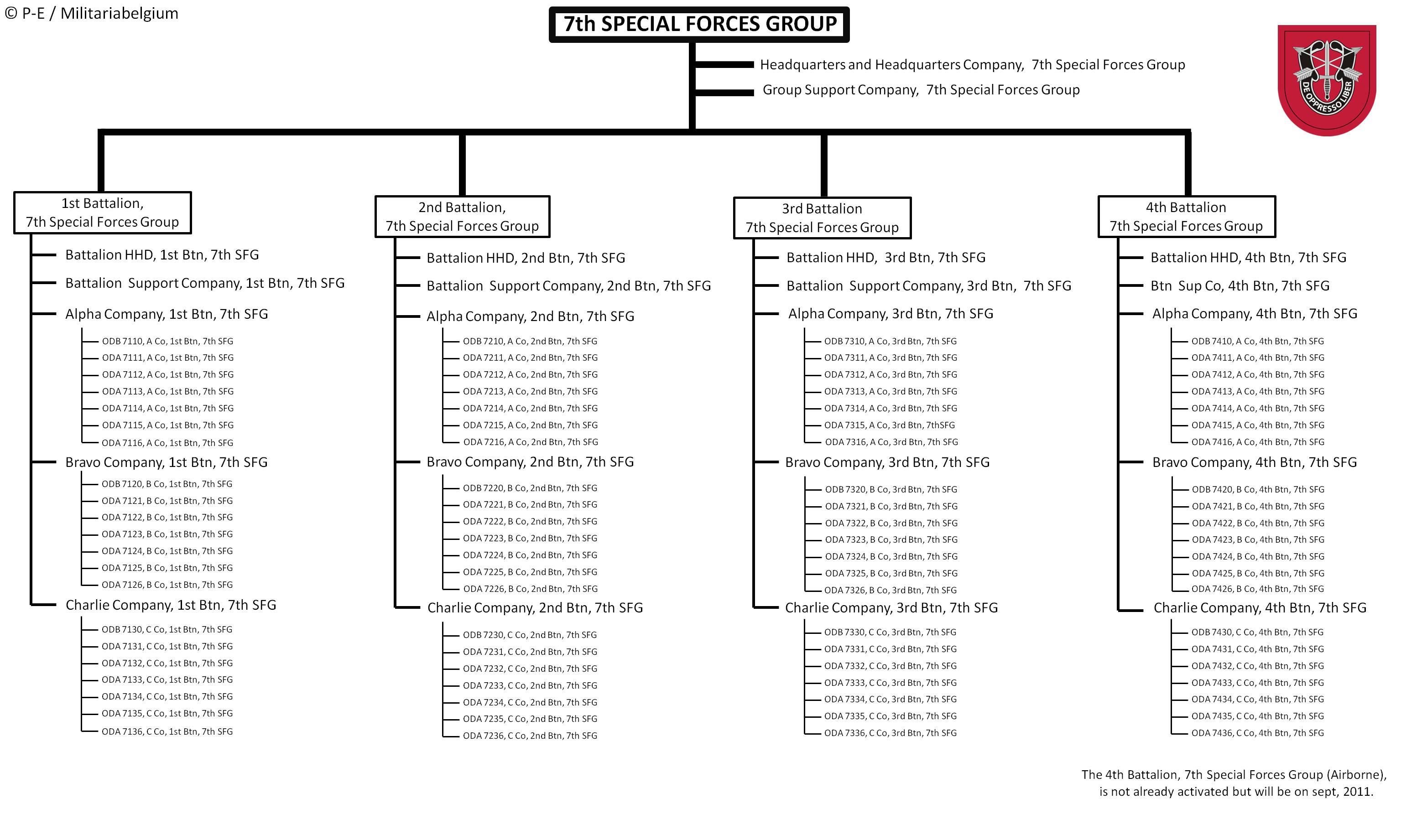
Structura actuală a celui de-al șaptelea SFG (A)
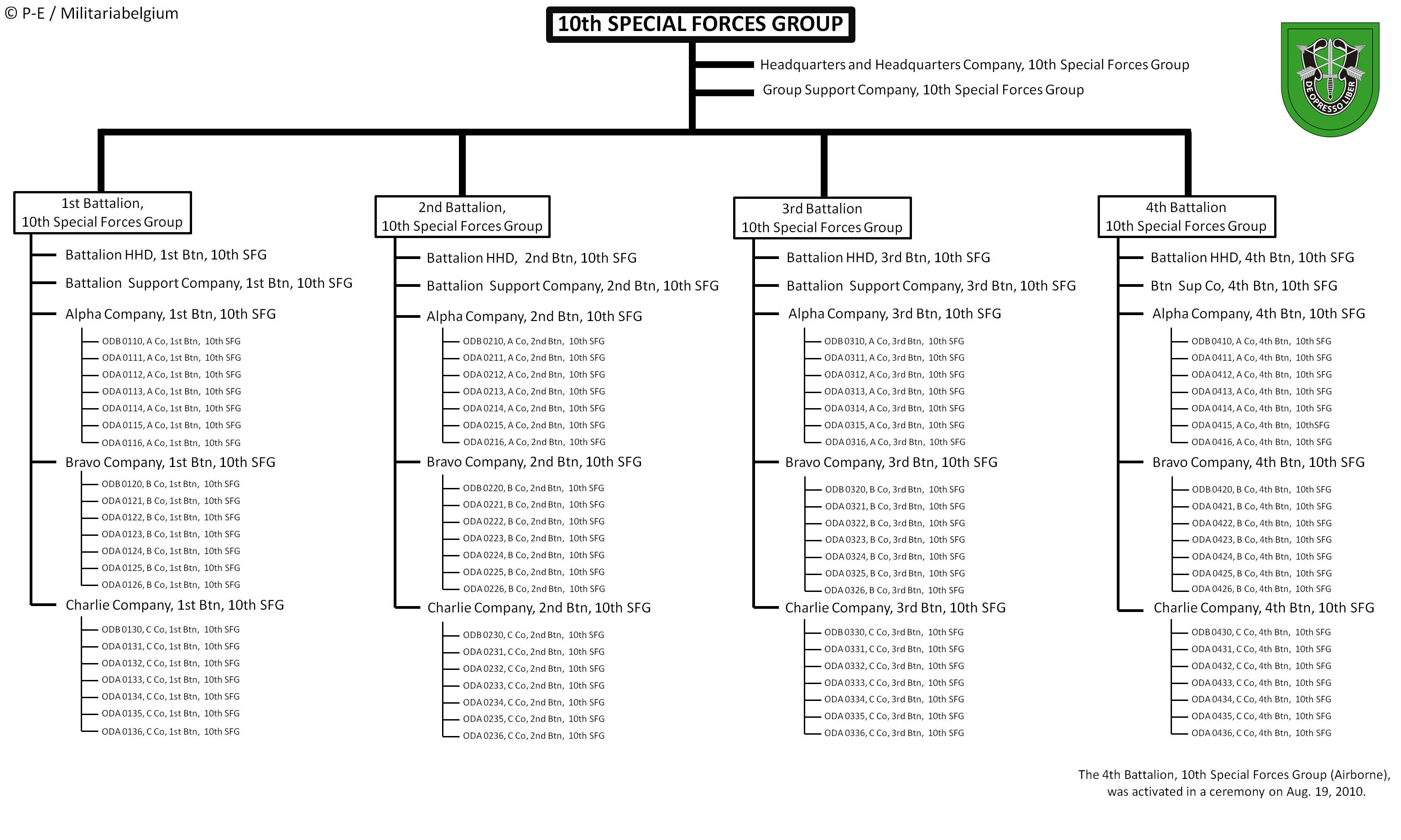
Structura actuală a celui de-al zecelea SFG (A)
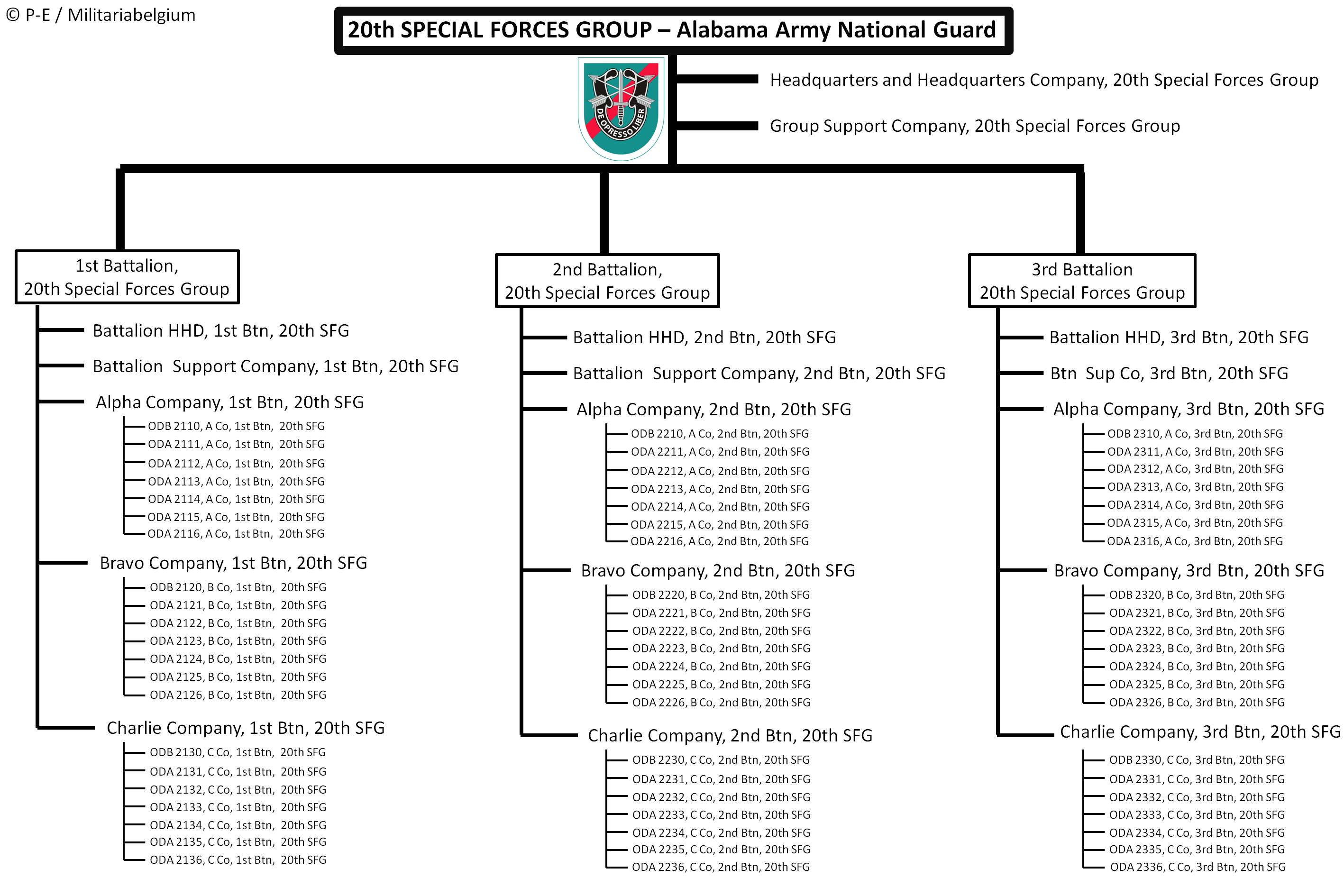
Structura actuală a celei de-a 20-a SFG (A) (ARNG)

 Un grup al Forțelor Speciale este atribuit istoric unui comandament unitar de luptă sau unui teatru de operații. Detașamentul operațional al Forțelor Speciale C sau detașamentul C (SFODC) este responsabil pentru un teatru sau un subcomponent major, care poate oferi comanda și controlul a până la 18 SFODA, trei SFODB sau un amestec dintre cele două. În subordinea sa se află detașamentul operațional B sau detașamentele B (SFODB) ale Forțelor Speciale, care pot presta comandă și control pentru șase SFODA. În afară de subordonare, SFODA-urile formează, de obicei, unități de dimensiuni de companie, în misiuni de război neconvenționale. Acestea pot forma detașamente „divizate A” de 6 oameni, care sunt adesea folosite pentru recunoașterea specială. Format:Table of United States Army Special Forces Groups

### Partea de sediu a batalionului - componența detașamentului operațional SF (SFODC)
SFODC, sau „echipa C”, este partea de sediu a unui batalion al Forțelor Speciale. Ca atare, este o unitate de comandă și control cu operațiuni, instruire, însemne și responsabilități de logistică pentru cele trei companii din linia sa din subordine. Un locotenent colonel comandă batalionul, precum și echipa C, iar sergentul major al Comandamentului Batalionului este subofițerul superior al batalionului și al echipei C. Există un personal suplimentar de 20-30 de persoane care ocupă poziții cheie în operații, logistică, informații, comunicații și servicii medicale. Un batalion al Forțelor Speciale constă, de obicei, din patru companii: „A”, „B”, „C” și sediul / asistența.     

### Partea sediului companiei - compoziția SF Operațional Detachment-B (SFODB)

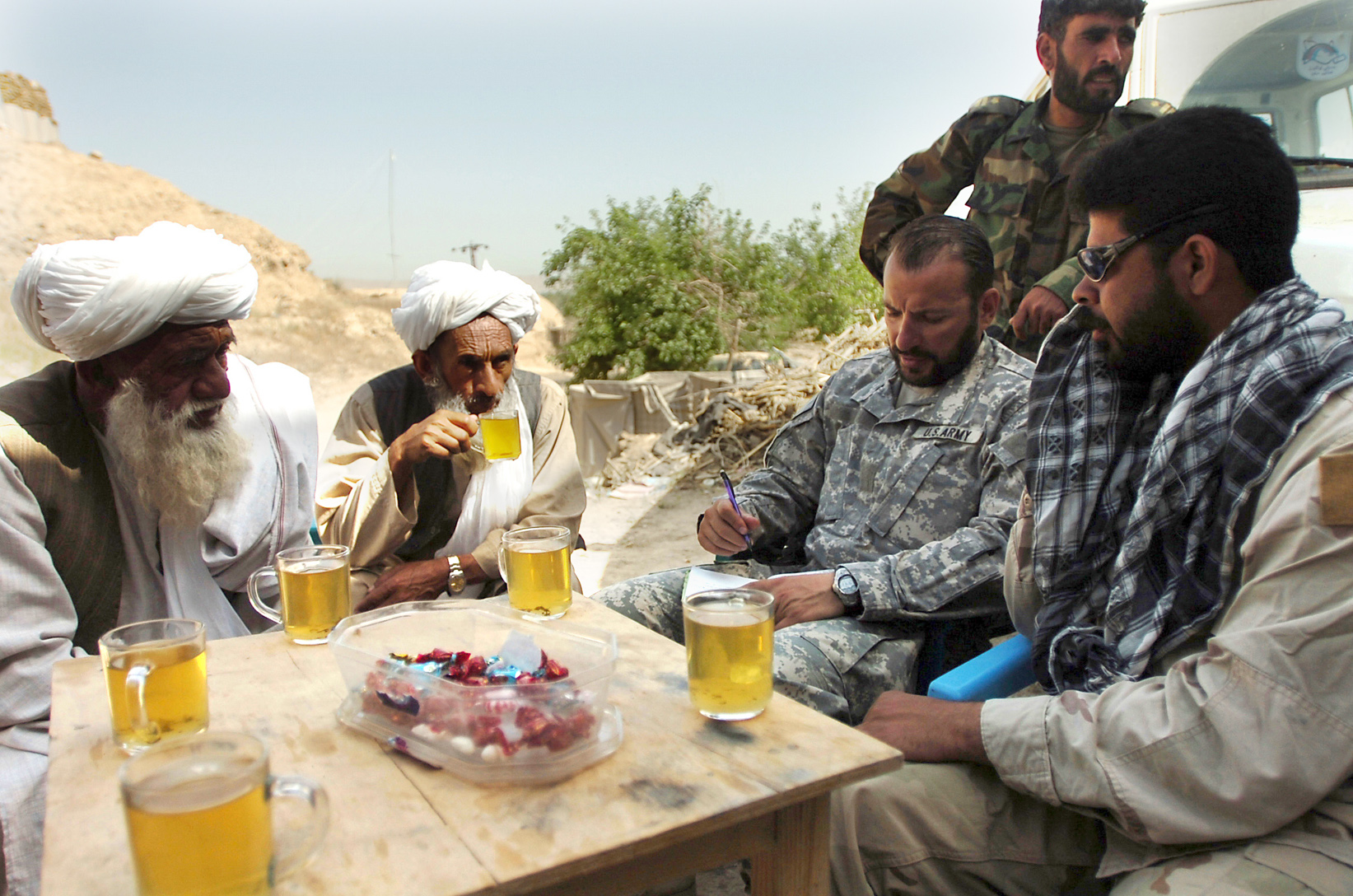
Un comandant al companiei SF se întâlnește cu veteranii și membrii Corpului 209 ANA din provincia Helmand, Afganistan, circa 2007

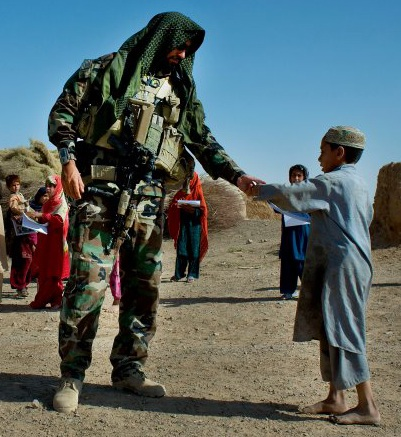
Un soldat de la A Co, primul Bn, al șaptelea SFG (A) oferă unui băiat afgan o carte de colorat în provincia Kandahar în timpul unei întâlniri cu liderii locali, circa 2008

ODB, sau "echipa B", este epartea sediului unei companii a Forțelor Speciale și este de obicei compus din 11-13 soldați. În timp ce echipa A efectuează în mod obișnuit operațiuni directe, scopul echipei B este de a sprijini echipele A ale companiei atât în garnizoană cât și în teren. Când sunt implementate, în conformitate cu rolul lor de sprijin, echipele B se găsesc, de regulă, în zone din spate mai sigure. Cu toate acestea, în anumite circumstanțe, o echipă B se va desfășura într-o zonă ostilă, de obicei pentru a coordona activitățile mai multor echipe A.     

ODB este condus de un 18A, de obicei un major, care este comandantul companiei (CO). CO este asistat de ofițerul executiv al companiei sale (XO), un alt 18A, de obicei căpitan.  XO este însuși asistat de un tehnician al companiei, un 180A, în general un ofițer principal de mandat trei, care ajută în direcția organizației, formării, informațiilor, contraspionajului și operațiunilor pentru companie și detașamentele acesteia. Comandantul companiei este asistat de sergentul major al companiei, un 18Z, de obicei sergent major. Un al doilea 18Z acționează ca sergent de operații, de obicei un sergent-maestru, care asistă XO și tehnician în sarcinile lor operaționale. Are un sergent de 18F asistent la operații, care este de obicei sergent clasa întâi. Sprijinul companiei vine de la un sergent medical 18D, de obicei sergent clasa I și doi sergenți de comunicații 18E, de obicei sergent clasa întâi și sergent de personal.     

Următoarele locuri de muncă sunt în afara domeniului de gestionare a carierei din seria 18 a Forțelor Speciale (CMF), dar dețin poziții într-o echipă B a Forțelor Speciale. Soldații din aceste poziții nu sunt „forțe speciale calificate”, întrucât nu au terminat cursul de calificare a forțelor speciale (SFQC sau „Q”); cu toate acestea, au potențialul de a fi acordat identificatorul de calificare specială (SQI) "S" (operațiuni speciale / asistență pentru operațiuni speciale) odată ce finalizează pregătirea corespunzătoare la nivel de unitate, 24 de luni cu unitatea de forțe speciale și școala de bază aeriană: 
- Subofițerul de aprovizionare, de obicei un sergent de personal, principalul planificator logistic al comandantului, lucrează cu batalionul S-4 pentru furnizarea companiei.
- Subofițerul chimic, biologic, radiologic, nuclear (de apărare CBRN ), de obicei sergent, menține și operează echipamentele de detectare și decontaminare ale companiei NBC și ajută la administrarea măsurilor defensive NBC. [27]
- Alte locuri de muncă pot exista și în funcție de structura echipei B. Membrii echipei de specialitate pot include personal IT (S-6) și soldați de informații militare, incluzând analisti de informații (35F), colecționari de informații umane (35M), semnalizare de inteligență (35 N / P - de asemenea, cunoscuți ca SOT-A și SOT-B în legătură cu pozițiile lor în echipele SFODA și SFODB), ofițerii de informații (35 D / E / F) și agenții speciali de contrainteligență (35L / 351L).

### Elementul de bază - compoziția SF Operațional Detachment-A (SFODA)
O companie a Forțelor Speciale constă, în mod normal, din șase ODA (Operațional Detachments-A) sau "A-Teams" . Fiecare ODA este specializată într-o abilitate de infiltrare sau într-un anumit set de misiuni (de ex Cădere liberă militară (HALO), scufundări de luptă, război montan, operațiuni maritime etc.). ODA este identificată de grupul, batalionul, compania și echipa în sine. De exemplu, ODA 1234 ar fi a patra echipă din a treia companie a celui de-al doilea batalion din primul grup al Forțelor Speciale. 
ODA este formată din 12 bărbați, fiecare dintre ei având o funcție specifică (MOS sau specialitate ocupațională militară ) în echipă, cu toate acestea toți membrii unui ODA efectuează o instruire încrucișată. ODA este condusă de un 18A (comandant de detașare), un căpitan și un 180A (comandant de detașare asistent), care este al doilea său la comandă, de obicei un ofițer de mandat 1 sau un ofițer șef de mandat doi. Echipa include, de asemenea, următorii bărbați înrolați: un 18Z (sergent de operații) (cunoscut sub numele de "sergentul de echipă"), de obicei un sergent principal, un 18F (asistent de operații și sergent de informații), de obicei un sergent de clasa întâi, și doi fiecare, 18B (sergent de armă), 18C (sergent inginer), 18Ds (sergent medical) și 18Es (sergent de comunicații), de obicei sergentii de primă clasă, sergentii sau sergenții. Această organizație facilitează operațiunile de 6 echipe „echipă împărțită”, concediere și îndrumare între un subofițer senior și asistentul său junior. 

## Calificări

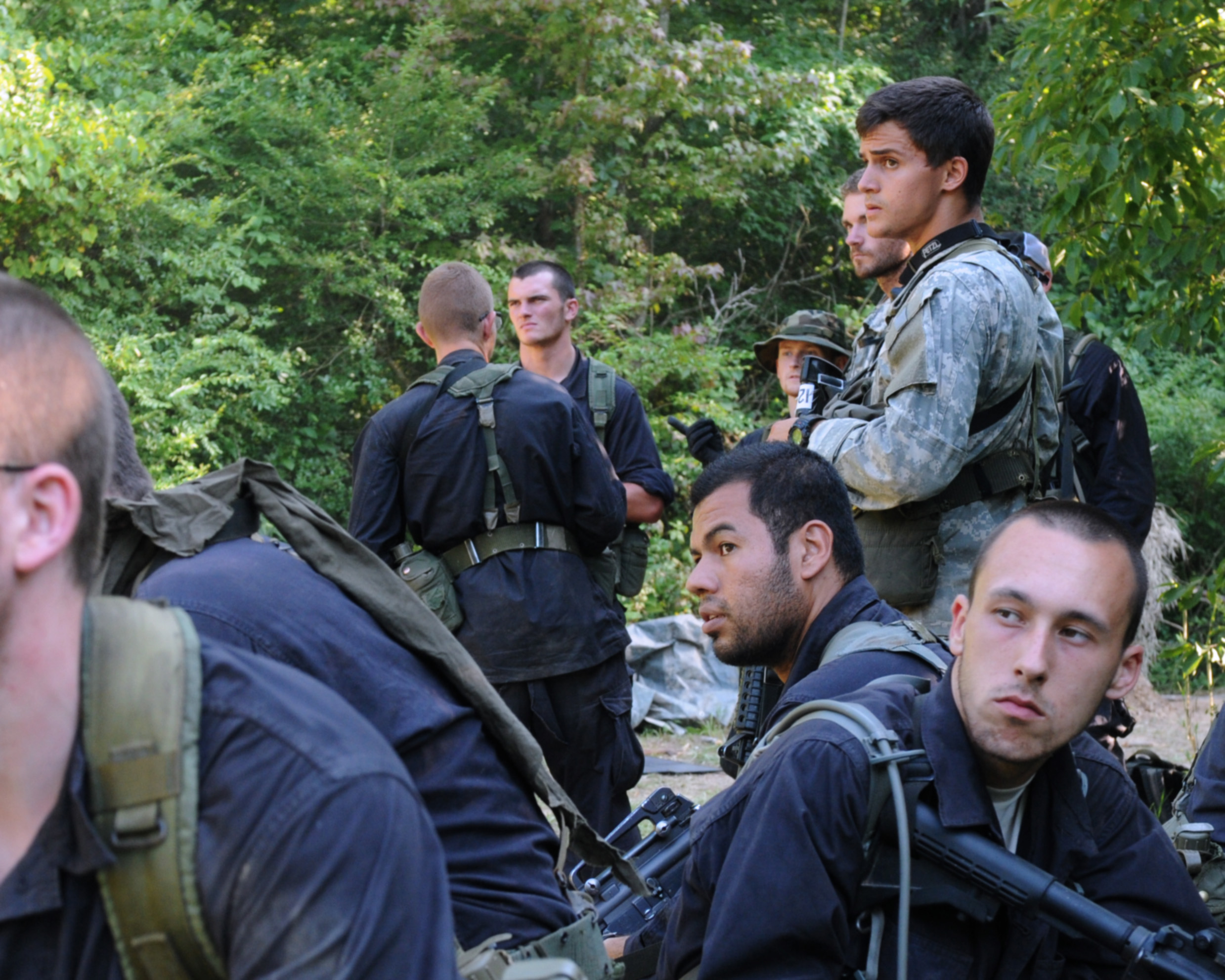
Un candidat al Forțelor Speciale desfășoară o repetiție înainte de misiune împreună cu cadeții ROTC de luptă de gherilă care au anumite roluri în timpul SAGE ROBIN.

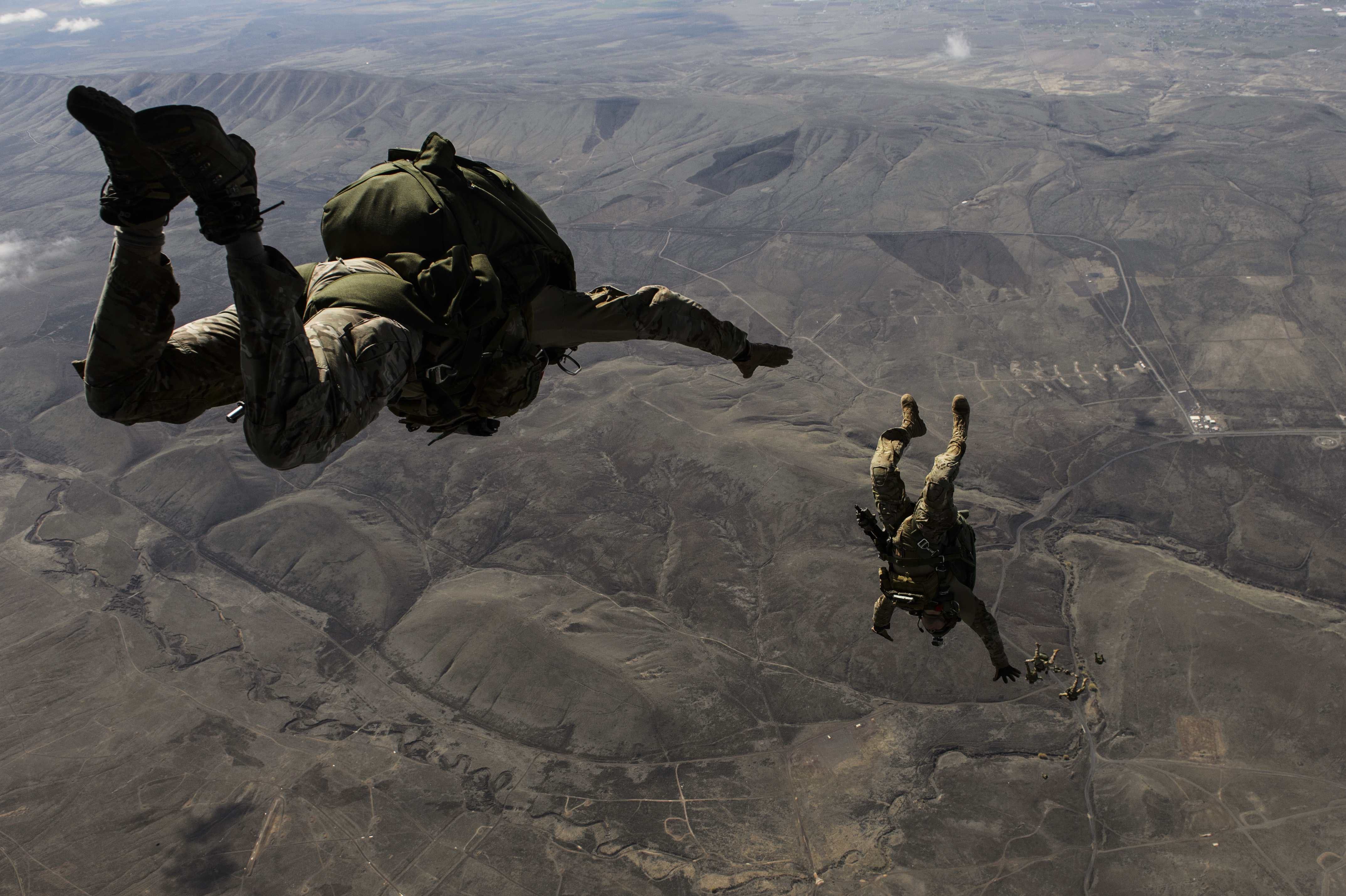
Soldații din primul grup al Forțelor Speciale efectuează o săritură cu parașuta (HALO) peste centrul de pregătire Yakima, c. 2014

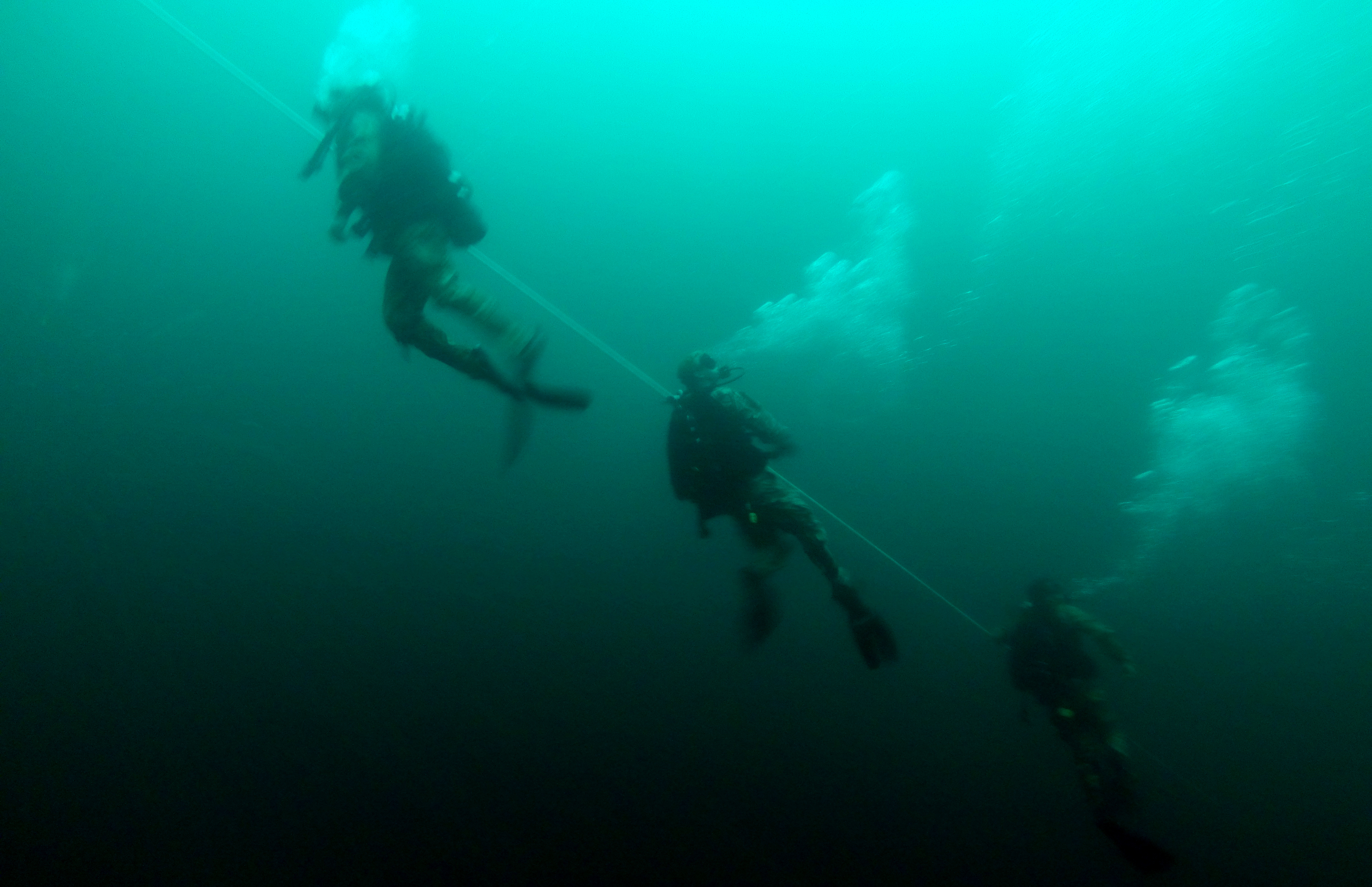
Soldații Grupului 20 de Forțe Speciale efectuează operațiuni de scufundare

Cerințele de eligibilitate de bază care trebuie luate în considerare pentru intrarea în Forțele Speciale sunt: 
- Să aibă vârsta 20–36.
- Să fie cetățean american.
- Să fie absolvent de liceu.
- Să obțină un scor tehnic general de 110 sau mai mare sau un scor de operare de luptă de 110 pe bateria de aptitudine profesională a serviciilor armate.
- Să fie calificat sau voluntar pentru pregătirea aeriană
- Trebuie să treacă Evaluarea de fitness fizică cu cel puțin 49 de push-up-uri, 59 de sit-up-uri, șase pull-up-uri și să parcurgă doi kilometri în maxim 15:12.
- Să respecte standardele de fitness medical descrise în SF Physical IAW AR 40-501
- Să completeze cu succes lista de sarcini pre-basic.
- Să fie eligibil pentru o autorizare secretă de securitate.
- Să înoate 50 m purtând cizme și uniformă de luptă înainte de SFQC
- Trebuie să aibă 20/20 sau să fie corectat la 20/20 la vederea de aproape cât și de la distanță la ambii ochi.
- Un an de facultate este de preferat, dar nu este obligatoriu pentru înscriere.

## Selecție și training
Soldatul Forțelor Speciale se antrenează regulat pe parcursul întregii sale cariere. Programul inițial de pregătire formală pentru intrarea în Forțele Speciale este împărțit în patru faze cunoscute generic Cursul de calificare a forțelor speciale sau, în mod informal, „cursul Q”. Durata cursului Q se modifică în funcție de câmpul de muncă primar al solicitantului în cadrul Forțelor Speciale și de capacitatea de limbă străină atribuită, dar de obicei va dura între 55 și 95 de săptămâni. După finalizarea cu succes a cursului de calificare a forțelor speciale, soldații Forțelor Speciale sunt apoi eligibili pentru multe cursuri de abilități avansate. Acestea includ, dar nu se limitează la, cursul de parașutiști cu cădere militară gratuită (MFF), cursul de calificare a scufundătorilor de luptă și cursul lunetistului de forțe speciale (SFSC).     

### Însemne de unitate distinctivă

Însemne de unitate distinctivă ale Forțelor Speciale

### Fila

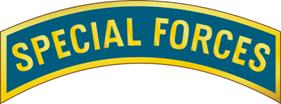
Fila de calificare a forțelor speciale

### Insemne pe mânecă la umăr
Insemnele pe mânecă la umăr (SSI) ale Comandamentului Forțelor Speciale ale Armatei SUA sunt purtate de toți cei repartizați în comandă și de unitățile sale subordonate care nu au fost autorizate propriul SSI, precum Grupurile Forțelor Speciale. 

## Utilizarea termenului "Forțe speciale"
În alte țări decât SUA, termenul „forțe speciale” sau „forțe speciale de operare” (SOF) este adesea utilizat generic pentru a se referi la orice unități cu pregătire de elită și seturi speciale de misiune. În cadrul armatei americane, „Forțele speciale” este un substantiv propriu (cu majuscule) care se referă exclusiv la Forțele Speciale ale Armatei SUA (alias „Beretele verzi”).  Media și cultura populară aplică în mod greșit termenul către SEAL-urile marine și alți membri ai Forțelor Speciale de Operații din SUA . 

## Utilizarea termenului "operator"

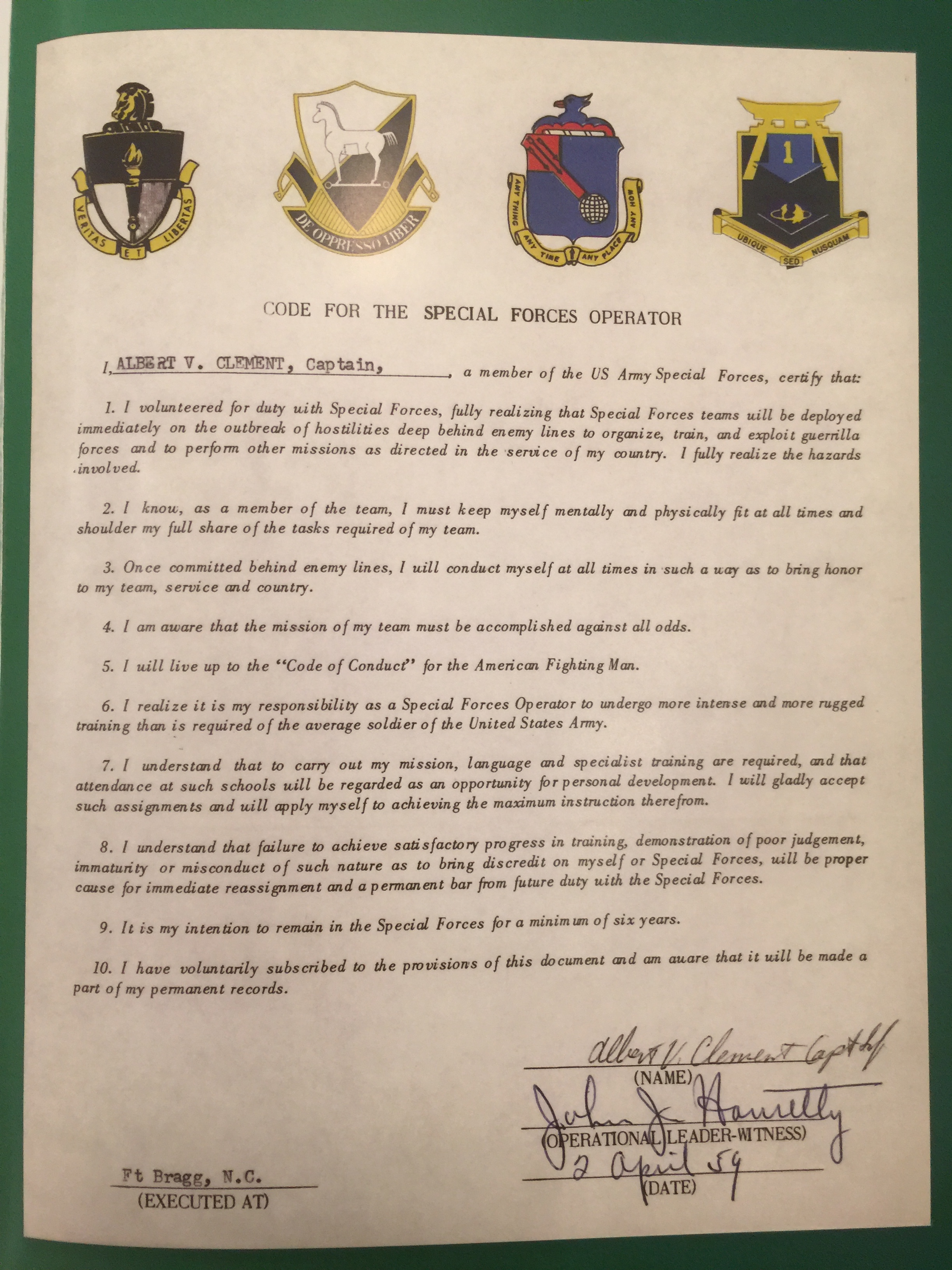
„Codul operatorului forțelor speciale”, circa 1959. Acest exemplu pre-datează „Delta” printre altele.

## În cultura populară
Cărți, filme și jocuri video
- 1965: Beretele verzi, o carte a lui Robin Moore . [34]
- 1965: Outpost of Freedom, cu medalia de onoare a căpitanului Roger HC Donlon (așa cum i s-a spus lui Warren Rogers) 1965, McGraw-Hill
- 1966: " Ballad of the Green Berets ", o melodie interpretată de veteranul vietnamez și Green Beret Barry Sadler. Piesa a fost scrisă de Sadler și Robin Moore.
- 1968: Beretele verzi, un film bazat pe cartea lui Moore, produs, regizat și jucat de John Wayne, care joacă un rol esențial în el sub numele de "colonel Kirby".
- Tales of the Green Beret, o benzi desenate și benzi desenate americane scrise de Robin Moore cu opere de artă ale lui Joe Kubert .
- 1975: Parthian Shot, de fostul Green Beret Loyd Little. ISBN: 978-0670540631   , OCLC 1119712  ; câștigător al Fundației Hemingway / Premiul PEN din 1976. [35]
- 1982: Rambo, personajul principal dintr-o serie de filme, începând cu First Blood, care este fost veterinar Green Beret și Vietnam.
- 1998: Metal Gear Solid, un joc video sigur de acțiune și aventură regizat de Hideo Kojima, îl joacă pe Solid Snake ca fost fictiv verde Beret.
- 2008: Pasaj alb: Soarele Roșu, de fostul Beret verde Matt Rowe. ISBN: 978-1-4389-2771-8 ISBN   978-1-4389-2771-8, 2008, Autorhouse.
- 2009: Soldați de cai: povestea extraordinară a unei trupe de soldați americani care au călătorit în victoria în Afganistan, de Doug Stanton ; adaptat în filmul 2018, 12 Strong .